# Scotophilus ejetai
Scotophilus ejetai — вид родини Лиликові (Vespertilionidae), ссавець ряду лиликоподібні (Vespertilioniformes, seu Chiroptera).

## Етимологія
Цей вид названий на честь доктора Джебіза Еджета (Gebisa Ejeta). Доктор Джебіза розводник рослин і генетик, який отримав Всесвітню продовольчу премію в 2009 за його наукові дослідження і розробки покращених гібридів сорго, стійких до посухи і бур'янів Striga. Результати його роботи різко посилили постачання продовольством сотень мільйонів людей в Африці на південь від Сахари.

## Морфологія
Невеликих розмірів, з довжиною голови і тіла між 72,6 і 77,1 мм, довжина передпліччя між 50,2 і 50,4 мм, довжина хвоста між 40,4 і 45,1 мм, довжина стопи між 9,3 і 12,1 мм, довжина вух між 10,2 і 11,7 мм.
Шерсть коротка. Спинна частина темно-червоно-коричневого кольору, у той час як черевна частина оранжева з сіруватим відтінком на животі. Морда коротка і широка, через наявність двох залозистих мас з боків. Вуха короткі, трикутні, із закругленими кінцями і добре розділені. Хвіст довгий.

## Середовище проживання
Цей вид широко поширений в західній Ефіопії.

## Життя
Харчується комахами.